# Kościół św. Brunona w Bartoszycach

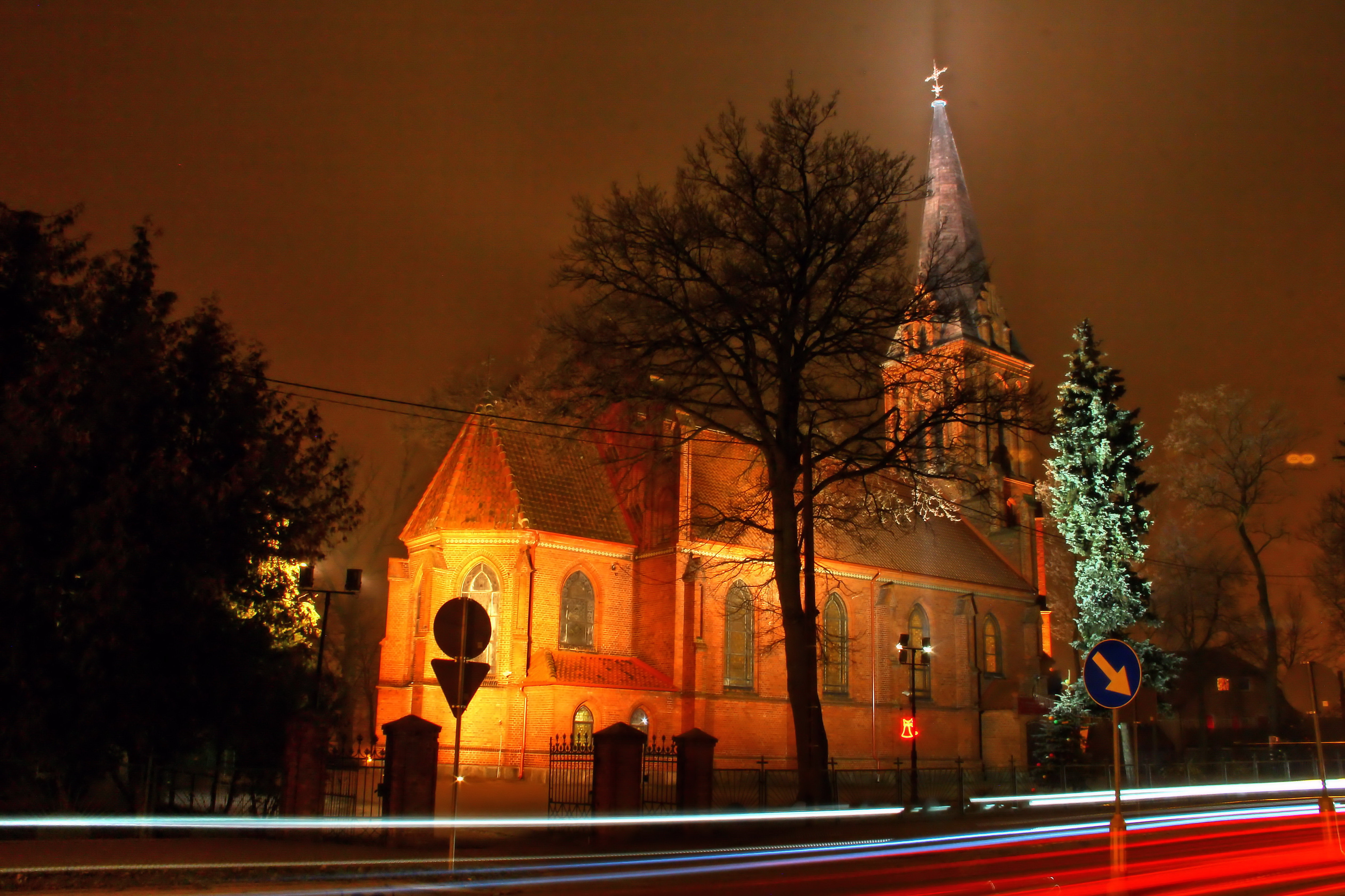
Kościół św. Brunona nocą

Kościół św. Brunona w Bartoszycach – zbudowany w latach 1882-1883 w stylu neogotyckim jako pierwsza od czasów reformacji katolicka świątynia w mieście.
Dla niewielkiej, kilkusetosobowej katolickiej społeczności miasta Bartoszyce sposobność wzniesienia własnej świątyni pojawiła się dopiero w latach 80. XIX w. (od czasów reformacji były tu jedynie kościoły ewangelickie - luterańskie). Dzięki staraniom kurii biskupiej we Fromborku oraz Związku św. Wojciecha (Adalbertusverein), a następnie Związku św. Bonifacego i św. Wojciecha (Bonifatius-Adalbertusverein) udało się uzyskać poparcie dla budowy świątyni. Wśród katolickich mieszczan Bartoszyc, katolików z Nadrenii, oraz dzięki zbiórkom w kościołach diecezji warmińskiej zebrano fundusze na zakup gruntów, które odkupiono od miasta w 1880 r.. Trwającą około roku budowę ukończono w 1883 r. Konsekracji świątyni i powołania parafii katolickiej w Bartoszycach dokonał 10 września 1889 ks. bp Andrzej Thiel, nadając jej wezwanie św. Brunona Męczennika.
Podczas wojny kościół nie ucierpiał prawie wcale i wymagał jedynie drobnych remontów i renowacji, które w razie potrzeb przeprowadzano w okresie powojennym. W latach 70. dokonano generalnego remontu wieży kościelnej i wnętrz. W następnej dekadzie dobudowano na terenie przykościelnym dom katechetyczny. W 1998 pod okiem konserwatora zabytków przeprowadzono ostatni gruntowny remont świątyni.
Kościół św. Brunona pozostawał siedzibą jedynej katolicką parafii w Bartoszycach aż do czasu wydzielenia dwóch innych miejskich parafii w latach 70. Z kościoła, do 1982 potajemnie, a później dzięki zgodzie biskupa, korzystała liczna społeczność greckokatolicka.
7 czerwca 2002 r. arcybiskup archidiecezji warmińskiej Edmund Piszcz erygował kościół, nadając mu status archidiecezjalnego Sanktuarium św. Brunona Bonifacego z Kwerfurtu Biskupa i Męczennika.
Wnętrze kościoła, jego wyposażenie, prezbiterium oraz witraże reprezentują styl neogotycki. W prezbiterium znajdują się witraże, z których jeden, pochodzący z początku XX wieku, przedstawia św. Brunona Męczennika w stroju pontyfikalnym, z pastorałem i mieczem uniesionym ku górze. Po bokach znajdują się dwa witraże ukazujące św. Wojciecha – patrona archidiecezji warmińskiej i św. Bonifacego – patrona Niemiec. Witraże są prawdopodobnie dziełem Josepha Machhausena z Koblencji. W świątyni znajduje się również dzwon poświęcony patronowi.
Kościół znajduje się w południowo-wschodniej części miasta, przy ulicy Kętrzyńskiej.